# فرنسيسكو راميريز (لاعب هوكي الحقل)
فرنسيسكو راميريز (بالإسبانية: Francisco Ramírez)‏ هو لاعب هوكي الحقل مكسيكي، ولد في 14 مارس 1948.

## وصلات خارجية
- فرنسيسكو راميريز على موقع أوليمبيديا (الإنجليزية)